# Pyrinia icesiata
Pyrinia icesiata là một loài bướm đêm trong họ Geometridae.